# Bruce Kulick
Bruce Howard Kulick (Brooklyn, 12 de dezembro de 1953) é um guitarrista norte-americano conhecido por seu trabalho com a banda KISS entre 1984 e 1996, substituindo Mark St. John. Antes do KISS, tocou com Blackjack (ao lado de Michael Bolton) e Meat Loaf. Após sair do KISS, integrou o Grand Funk Railroad e formou projetos como Union (com John Corabi) e o Eric Singer Project.

## Primeiros anos e família
Kulick nasceu no Brooklyn, cidade de Nova Iorque, e morou no Queens por um tempo, formando-se na Newtown High School. Ele é judeu e também frequentou a escola hebraica.
O irmão de Kulick, o guitarrista de estúdio e produtor Bob Kulick, teve grande influência em sua carreira musical. Os créditos de performance de Bob incluem a banda W.A.S.P., a banda de turnê de Meat Loaf e o Kiss.

## Carreira

### Início (décadas de 1970–1980)
Kulick começou sua carreira nos anos 1970, tocando com bandas como KKB e Blackjack. Em 1984, após a saída de Mark St. John, juntou-se ao KISS como guitarrista principal, participando de álbuns como Asylum (1985), Crazy Nights (1987) e Revenge (1992).

### Pós-KISS e outros projetos (1996–presente)
Após a reunificação da formação clássica do KISS em 1996, Kulick dedicou-se ao Grand Funk Railroad e formou a banda Union com John Corabi. Lançou também álbuns solo, como Audiodog (2001) e BK3 (2010), com participações de Gene Simmons e Eric Singer.

## Discografia
- Com o KISS:
- Asylum (1985)
- Crazy Nights (1987)
- Hot in the Shade (1989)
- Revenge (1992)
- Alive III (1993)

- Solo:
- Audiodog (2001)
- BK3 (2010)
- The Solo Albums Collection (2016)